# Stefanos Stefanu
Stefanos Stefanu, gr. Στέφανος Στεφάνου (ur. 21 stycznia 1965 w Jerolakos) – cypryjski polityk, działacz partyjny, rzecznik prasowy rządu, deputowany, od 2021 sekretarz generalny Postępowej Partii Ludzi Pracy (AKEL).

## Życiorys
Studiował nauki polityczne w Sofii. Dołączył do Postępowej Partii Ludzi Pracy, został etatowym działaczem partyjnym. W 1995 wszedł w skład komitetu centralnego partii, w latach 1996–2001 był sekretarzem generalnym jej organizacji młodzieżowej EDON. Pełnił funkcję specjalnego doradcy przewodniczącego parlamentu Dimitrisa Christofiasa (2001–2008), następnie do 2013 zajmował stanowisko rzecznika prasowego jego rządu. W międzyczasie w 2011 dołączył do biura politycznego swojego ugrupowania.
W wyborach w 2016 po raz pierwszy uzyskał mandat posła do Izby Reprezentantów. Z powodzeniem ubiegał się o reelekcję w 2021. W lipcu 2021 został nowym sekretarzem generalnym Postępowej Partii Ludzi Pracy.